# Kirillovi járás

A Kirillovi járás a Vologdai területen

A Kirillovi járás (oroszul Кирилловский район) Oroszország egyik járása a Vologdai területen. Székhelye Kirillov.

## Népesség
- 1989-ben 21 702 lakosa volt.
- 2002-ben 18 627 lakosa volt, akik főleg oroszok.
- 2010-ben 15 877 lakosa volt, melyből 15 400 orosz, 78 ukrán, 31 üzbég, 25 fehérorosz, 18 azeri, 18 cigány, 14 örmény, 5 tatár stb.